# ريمون لي
ريمون لي (بالإنجليزية: Raymond Lee)‏ (26 أبريل 1993 بكانساس سيتي في الولايات المتحدة - ) هو لاعب كرة قدم أمريكي في مركز الدفاع. لعب مع فيلادلفيا يونيون وبثلهام ستييل وSaint Louis Billikens men's soccer ‏ ونادي بان.

## وصلات خارجية
- ريمون لي على موقع الدوري الأمريكي (الإنجليزية)
- ريمون لي على موقع قاعدة بيانات كرة القدم.إي يو (الإنجليزية)
- ريمون لي على موقع Soccerway.com (الإنجليزية)